# ジョン・リード・ホッジ
ジョン・リード・ホッジ（John Reed Hodge, 1893年6月12日 - 1963年11月12日）は、アメリカ合衆国の陸軍軍人。陸軍大将。

## 生涯
ジョン・リード・ホッジは1893年6月12日にイリノイ州ゴルコンダにおいて誕生し、アメリカ陸軍の幹部候補生学校を卒業すると、1917年に少尉として配属された。ホッジは第一次世界大戦において、フランスとルクセンブルクで活動した。
第二次世界大戦中、ホッジは太平洋戦域で活動した。ホッジは最初に、ジョーゼフ・ロートン・コリンズ少将の補佐官としてガダルカナル島の戦いに参加した。ホッジは続いて、1943年から1944年にかけてブーゲンビル島の戦いに加わった。ホッジはフィリピンの戦い中の1944年に少将に昇進し、沖縄戦後の1945年8月に中将に昇進した。ホッジは第10軍の第24軍団でにおいて、指揮官を務めた。
終戦後の1945年から1948年まで、ホッジは朝鮮半島南部に設置された軍政庁で軍政長官を務めた。ホッジはダグラス・マッカーサー大将の指示により、1945年9月9日に揚陸艦「カトクティン」で仁川の月尾島に上陸した。ホッジは朝鮮半島の38度線以南に残っていた日本軍の引渡しを受ける司令官を務め、連合国側の捕虜の解放に当たった。
ホッジは1948年にアメリカに帰国し、1950年までノースカロライナ州フォート・ブラッグで過ごした。1950年に朝鮮戦争が勃発するとホッジは第3軍の司令官として任命を受け、アメリカ本土を主として活動した。ホッジは1953年6月に軍務を退いた。

## 朝鮮軍政失策への批判
南朝鮮を軍政下に置きホッジが任官していた期間に、朝鮮戦争に至る政治的混乱が続いた。これを当時の軍政の失策として批判する声がある。しかしホッジは生粋の軍人であり、政治や外交、朝鮮の政治的背景の知識を全く持ち合わせていなかった。このため、軍政庁を置きホッジらを任じたマッカーサーを長とする連合国軍最高司令官総司令部の無関心にも一因があったといえる。

## 軍歴
- 1941年-1942年 第7軍団主任参謀
- 1941年-1943年 第25歩兵師団高級参謀（ガダルカナル島の戦い）
- 1943年-1943年 第43歩兵師団長（ニュージョージア島の戦い）
- 1943年-1944年 第23歩兵師団長（ブーゲンビル島の戦い）
- 1944年-1948年 第24軍団司令官（レイテ島の戦い-沖縄戦）
- 1948年-1950年 第5軍団司令官
- 1950年-1952年 第3軍司令官
- 1952年-1953年 陸軍地上軍司令官

| 軍職                                | 軍職                                                               | 軍職                     |
| ----------------------------------- | ------------------------------------------------------------------ | ------------------------ |
| 先代 -                              | 在朝鮮アメリカ陸軍司令部軍政庁軍政長官 1945年9月8日 - 1947年2月5日 | 次代 安在鴻 （民政長官） |
| 先代 ウィリアム・バーダーラインデン | 第3軍司令官 1950年 - 1953年                                        | 次代 アルヴァン・ギレム  |